# ПЗМ-2
ПЗМ-2 — полкова землерийна машина на базі армійського варіанту колісного трактора виробництва ХТЗ Т-150К, що має індекс Т-155

## Призначення
Призначена для відривання котлованів і траншей. Застосовувалася для підготовки інженерного обладнання пунктів управління, вузлів зв'язку, спостережних постів; риття траншей для шанців підрозділів, елементи яких послідовно дообладнувалися силами самих підрозділів вручну, із застосуванням ручного шанцевого інструменту.
Бульдозерне обладнання може використовуватися для засипання траншей, канав, ям, а також для очищення доріг в зимовий час. Лебідка машини використовується при самовитягуванні та для забезпечення необхідного тягового зусилля при відриванні котлованів і траншей у мерзлих ґрунтах з перезволоженою поверхнею.

### При конверсійному використанні
Машина ПЗМ-2 потужністю 165 к.с. може бути використана при меліоративних роботах, прокладанні кабельних електричних мереж та ліній зв'язку, а також при будівництві об'єктів місцевого значення, розчищення ровів і котлованів, створення пологих спусків в ґрунтах I—IV категорій, очищення доріг і майданчиків від снігу, виконання бульдозерних та інших робіт.
Крім того, ПЗМ-2 забезпечує розробку котлованів під будівництво промислових будинків, котеджів, садових будиночків і різних сховищ.
Навісне робоче обладнання машин встановлено на тягачі підвищеної прохідності з двома ведучими мостами, що надає маневреність і зручність в експлуатації.
Всі зазначені роботи виконуються в будь-яких кліматичних умовах в інтервалі температур від −40 ºС до + 40 ºС.

## Характеристики
| № пп | Характеристика                             | Значення                                      |
| ---- | ------------------------------------------ | --------------------------------------------- |
| 1.   | Базова машина:                             | колісний тягач Т- 155                         |
| 2.   | Тип робочого органу :                      | ланцюговий безковшовий з роторним метальником |
| 3.   | Двигун:                                    | СМД- 62                                       |
| 4.   | Потужність:                                | 165 кін.с.                                    |
| 5.   | Маса:                                      | 12.8 т                                        |
| 6.   | Транспортна швидкість:                     | 45 км/год                                     |
| 7.   | Запас ходу по паливу:                      | 500 км                                        |
| 8.   | Продуктивність при відриванні котлованів : | 140 м3/ч                                      |
| 9.   | Продуктивність при відриванні траншей :    | 180 м/ч                                       |
| 10.  | Розміри відритої траншеї :                 |                                               |
|      | ширина по верху в талих ґрунтах            | 0.9 м                                         |
|      | ширина по верху в мерзлих ґрунтах          | 0.65 м                                        |
|      | ширина по дну                              | 0.65 м                                        |
|      | глибина                                    | 1.2 м                                         |

## Історія
- НАМИ-(044 прототип Т-125) з'явився в 1958 році.
- Легкий колісний тягач Т-125 і полкова землерийна машина ПЗМ на його базі були прийняті на озброєння одним наказом Міністра Оборони СРСР у 1968 р. Так що ПЗМ на базі Т-125 був цілком собі серійним зразком. Легкий колісний тягач на базі трактора Т-125 називався КТ-125.